# Tarka mézevő
A tarka mézevő (Certhionyx variegatus) a madarak osztályának verébalakúak (Passeriformes) rendjébe és a mézevőfélék (Meliphagidae) családjába tartozó Certhionyx nem egyetlen faja.

## Rendszertan
A nem besorolása vitatott, egyes rendszerezők a nembe sorolják a Certhionyx pectoralis és a Certhionyx niger fajokat is.

## Előfordulása
Ausztrália nyugati részén honos. A természetes élőhelye száraz és félszáraz övezetek.

## Megjelenése
Testhossza 15-20 centiméter, testtömege 27 gramm. Csőre hosszú ívelt. Egy kis halvány-kék folt van a szeme alatt. A hím tollazata fekete és fehér, a tojóé barna és fehér.

## Életmódja
Tápláléka elsősorban nektárból áll, de eszik rovarokat, néha gyümölcsöt, valamint magvakat is.

## Szaporodása
Szaporodási időszaka június- és november közé esik. Fészekalja 1-3, átlagosan 2 tojásból áll, melyen 14 napig kotlik.

## Külső hivatkozások
- Képek az interneten a fajról
- Internet Bird Collection - videók a fajról